# Cadini di Misurina
De Cadini di Misurina is een berggroep in de Dolomieten. De groep ligt ten oosten van de bekende wintersportplaats Cortina d'Ampezzo en ten zuiden van de torens van de Drei Zinnen. Het hoogste punt is de 2839 meter hoge Cima Cadin. Het gebergte met zijn voor de Dolmieten specifieke toppen en bergpassen is populair bij bergwandelaars en -klimmers. Aan de westzijde van de groep liggen de bergmeren Lago di Misurina en Lago d'Antorno.
In het gebergte liggen een aantal berghutten waarvan het Rifugio Fonda Savio (2359 m), Capanna Col di Varda (2115 m) en Rifugio Città di Carpi (2110 m) het belangrijkst zijn. Aan de noordzijde van de groep ligt een tolweg, die naar de Rifugio Auronzo op 2320 meter gaat. Vanaf deze hut is de noordelijke top Monte Campedelle (2346 m) te beklimmen en kan men over de via ferrata Bonacossa het zuidelijke deel van de Cadinigroep bereiken.